# Орошаемый (Дергачёвский район)
Ороша́емый — посёлок в Дергачёвском районе Саратовской области России. Административный центр Орошаемого муниципального образования.

## География
Посёлок находится в восточной части Саратовской области, в степной зоне, в пределах Сыртовой равнины, на берегах реки Турмак, вблизи места впадения в неё реки Сафаровка, на расстоянии примерно 20 км (по прямой) к югу от посёлка городского типа Дергачи, административного центра района. Абсолютная высота — 48 м над уровнем моря.

## Население
| 2002 | 2010 |
| ---- | ---- |
| 766  | ↘679 |

Гендерный состав
По данным Всероссийской переписи населения 2010 года, в гендерной структуре населения мужчины составляли 46,1 %, женщины — соответственно 53,9 %.
Национальный состав
Согласно результатам переписи 2002 года, в национальной структуре населения русские составляли 43 %, казахи — 28 %, татары — 26 % из 766 человек.

## Улицы
| - ул. Вишнёвая, - ул. Заречная, - ул. Зелёная, - ул. Набережная, - ул. Новая, | - ул. Садовая, - ул. Советская, - ул. Солнечная, - ул. Центральная, - ул. Школьная. |

## Инфраструктура
В посёлке функционируют средняя общеобразовательная школа, детский сад, дом культуры, фельдшерско-акушерский пункт и отделение Почты России.

## Фотогалерея

Виды посёлка
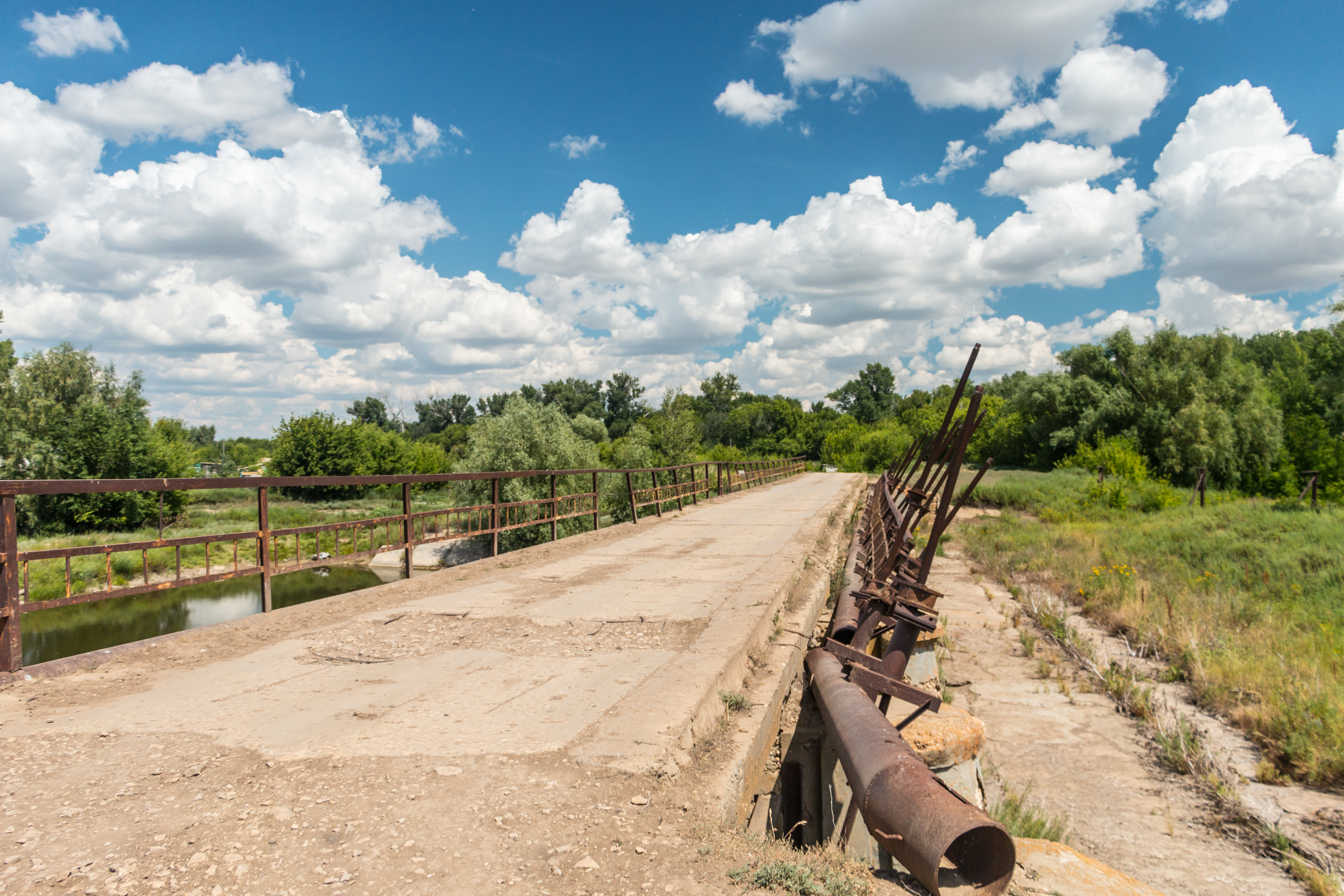
Старый мост в деревне
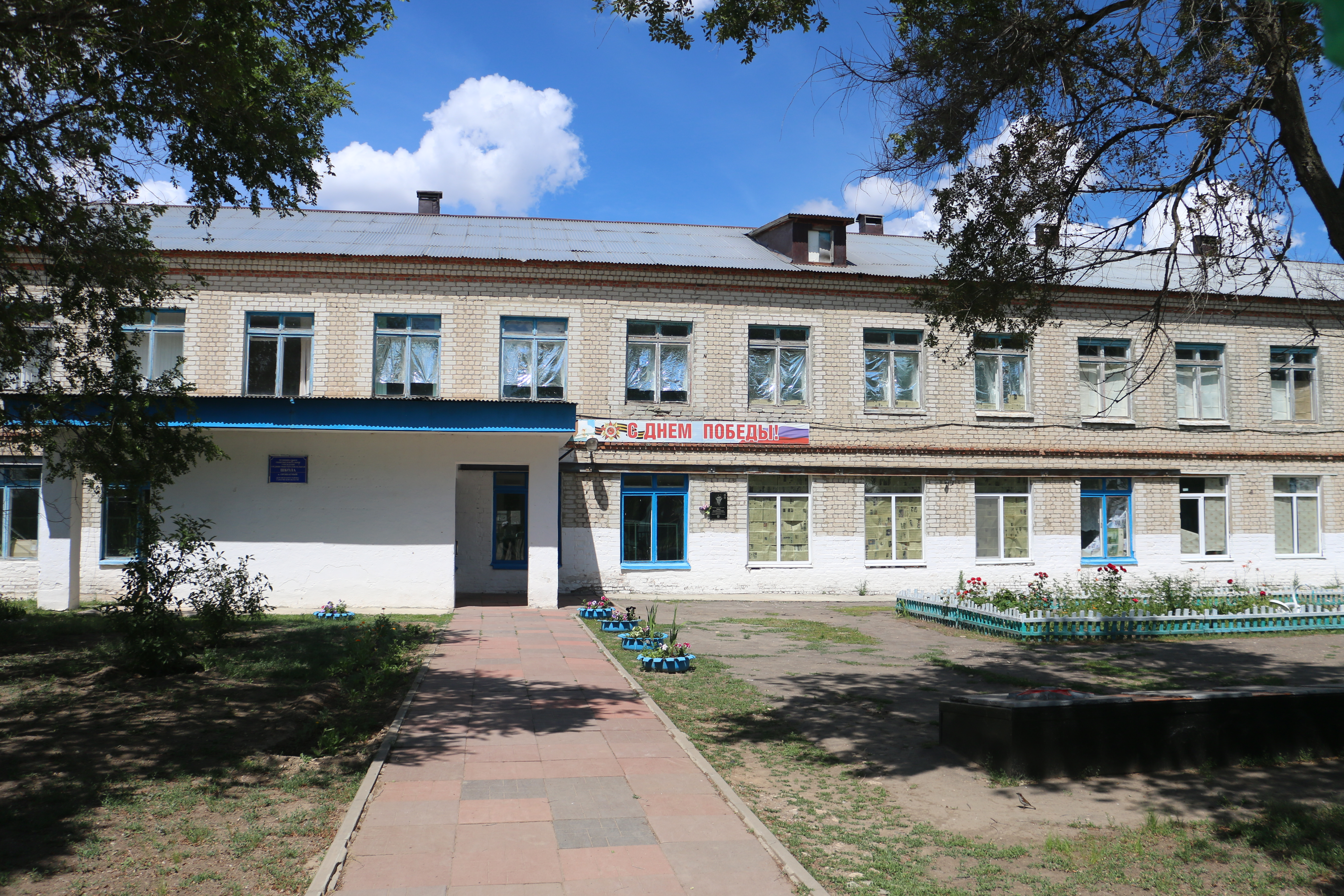
Школа в Орошаемом
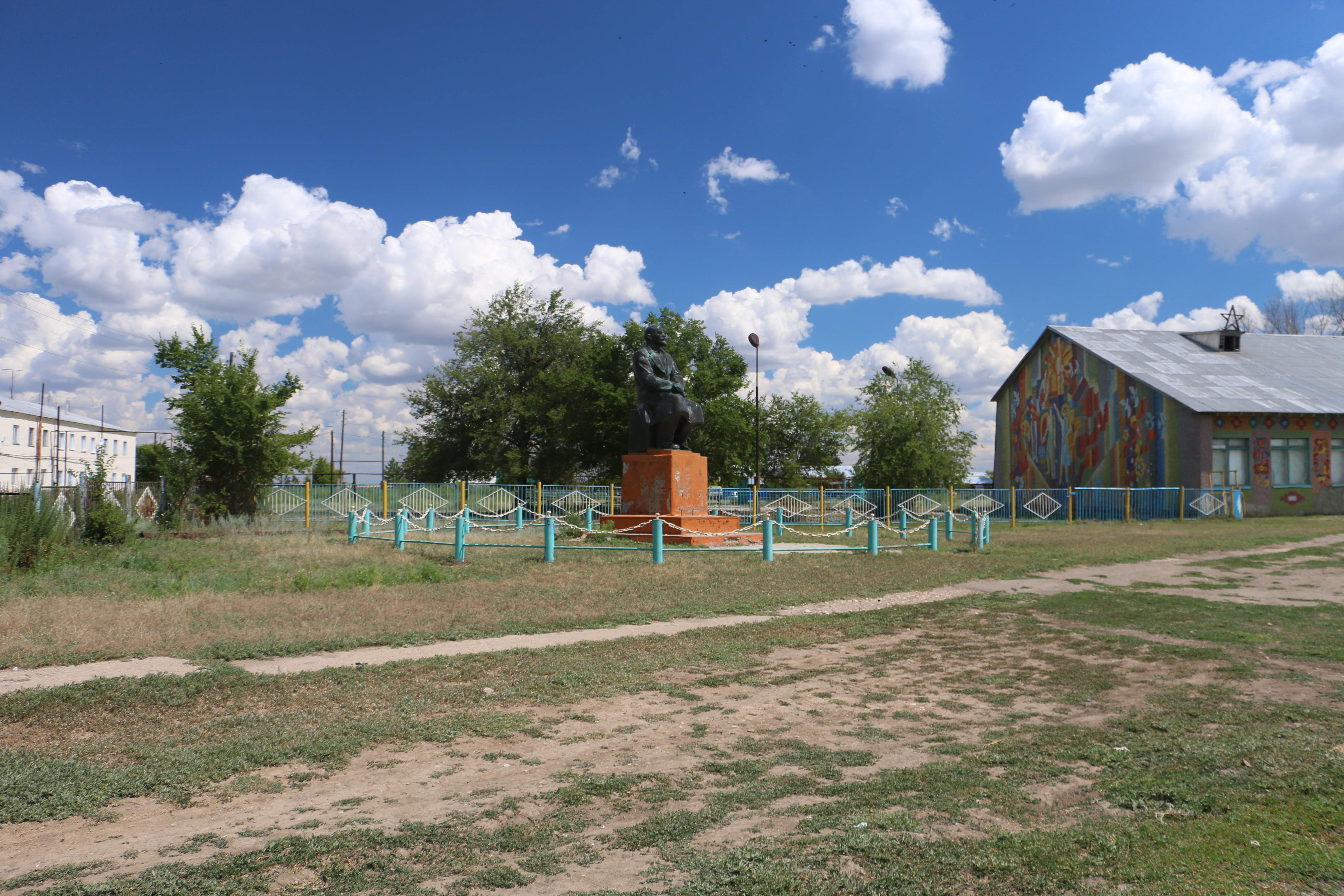
Памятник В.И. Ленину возле центральной площади
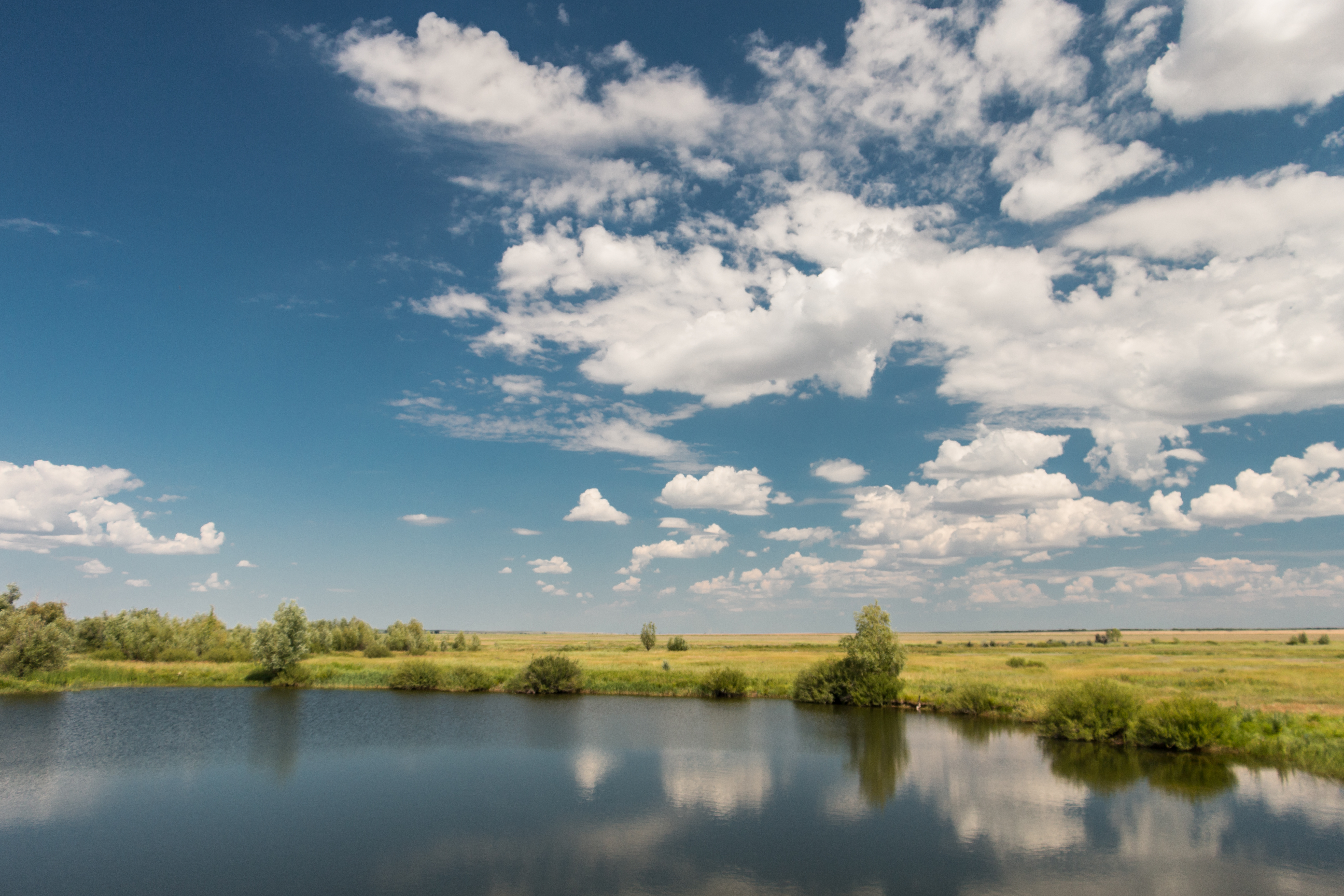
Ландшафт в Орошаемом